# Toyota C-HR
De Toyota C-HR is een cross-over die in de zomer van 2016 in productie ging. De C-HR wordt op de Chinese markt verkocht als de IOZA en wordt geproduceerd door de joint venture FAW-Toyota.

## Ontwerp
De Toyota C-HR Concept werd voor het eerst getoond op in oktober 2014 op de Mondial de l'Automobile. Een geüpdatete versie werd getoond in september 2015 op de Internationale Automobilausstellung en in november 2015 op de Greater Los Angeles Auto Show. Dit conceptmodel heeft een meer extravagante carrosserie, maar toont grote gelijkenis met de uiteindelijke productieversie. De C-HR Concept werd in Noord-Amerika aanvankelijk getoond als Scion C-HR. Door de opheffing van dit merk is dit model later als Toyota model doorgegaan.
Het studiemodel staat op lichtmetalen velgen van 21 inch en beschikt over ledverlichting. Bij de onthulling werd bekendgemaakt dat de C-HR op Toyota's New Global Architecture-platform (TNGA-platform) gebouwd zou worden.
In augustus 2015 werd een mule van de C-HR in de Verenigde Staten gezien waarbij het ontwerp van de C-stijl en achterruit verborgen waren. In november 2015 werd een mule gezien in de buurt van de Duitse Nürburgring, waarbij het achterste deel van de carrosserie nagenoeg compleet schuil ging onder zwarte schermen.

## Productie
De Toyota C-HR voor de Europese markt wordt gebouwd door Toyota Motor Manufacturing Turkey (TMMT), in Sakarya, Turkije. De hybride aandrijflijnen zijn afkomstig uit het Welshe Deeside.

## Aandrijving
De verbrandingsmotor van de C-HR ligt voorin het voertuig. De C-HR is alleen leverbaar met benzinemotoren en, afhankelijk van de uitvoering, hybride aandrijflijn. In Nederland is de C-HR leverbaar met een 1,2 liter turbo, 1,8 liter en 2,0 liter benzinemotor.
| Motorcode | Slagvolume            | Aanzuiging              | Vermogen verbrandingsmotor   | Koppel verbrandingsmotor | Maximaal vermogen | Maximaal koppel |
| --------- | --------------------- | ----------------------- | ---------------------------- | ------------------------ | ----------------- | --------------- |
| 8NR-FTS   | 1197 cm³ of 1,2 liter | turbolader, intercooler | 85 kW (116 pk) bij 5200 tpm  | 185 Nm bij 1500 tpm      |                   |                 |
| 2ZR-FXE   | 1798 cm³ of 1,8 liter | natuurlijk geaspireerd  | 70 kW (95 pk) bij 5200 tpm   | 142 Nm bij 4000 tpm      | 90 kW of 122 pk   | 163 Nm          |
| M20A-FXS  | 1986 cm³ of 2,0 liter | natuurlijk geaspireerd  | 112 kW (152 pk) bij 5000 tpm | 190 Nm bij 6000 tpm      | 135 kW of 184 pk  | 202 Nm          |

De M20A-FXS 'High Power Hybrid' is leverbaar sinds januari 2020.

## C-HR EV
Op Auto Shanghai 2019 kondigden FAW-Toyota een volledig elektrische versie van de C-HR/IZOA aan; de C-HR/IZOA EV. Bij deze vernieuwde versie valt op dat de voorzijde vernieuwd is, en een digitaal instrumentarium wordt gebruikt.